# Шарль Казалі
Шарль Казалі (фр. Charles Casali, 27 квітня 1923, Берн — 8 січня 2014, Берн) — швейцарський футболіст, що грав на позиції захисника, зокрема, за клуб «Янг Бойз», а також національну збірну Швейцарії.
Володар Кубка Швейцарії.

## Клубна кар'єра
У футболі дебютував 1948 року виступами за команду «Санкт-Галлен», в якій провів два сезони. 
1950 року перейшов до клубу «Янг Бойз», за який відіграв 7 сезонів. Завершив професійну кар'єру футболіста виступами за команду «Янг Бойз» у 1957 році.

## Виступи за збірну
1950 року дебютував в офіційних матчах у складі національної збірної Швейцарії. Протягом кар'єри у національній команді провів у її формі 18 матчів, забивши 1 гол.
У складі збірної був учасником чемпіонату світу 1954 року у Швейцарії, де зіграв з Італією (2-1) і (4-1) і в чвертьфіналі з Австрією (5-7).
Помер 8 січня 2014 року на 91-му році життя у місті Берн.

## Титули і досягнення
- Володар Кубка Швейцарії (1):

«Янг Бойз»: 1952-1953